# Horní Nivy
Horní Nivy (deutsch Ober Neugrün) ist eine kleine Siedlung in der Gemeinde Dolní Nivy (Unter Neugrün) im Okres Sokolov (Bezirk Falkenau).

## Lage
Horní Nivy liegt zirka 1,5 km nördlich von Dolní Nivy, wobei beide Orte ineinander übergehen, und rund 7 km nördlich von Sokolov. Klingenthal und damit die deutsche Grenze ist rund 15 km nördlich. Durch den Ort verläuft eine Durchgangsstraße von Unter Neugrün nach Silbersgrün (Háj). Die Gemarkung umfasst eine Fläche von 3,63 km².

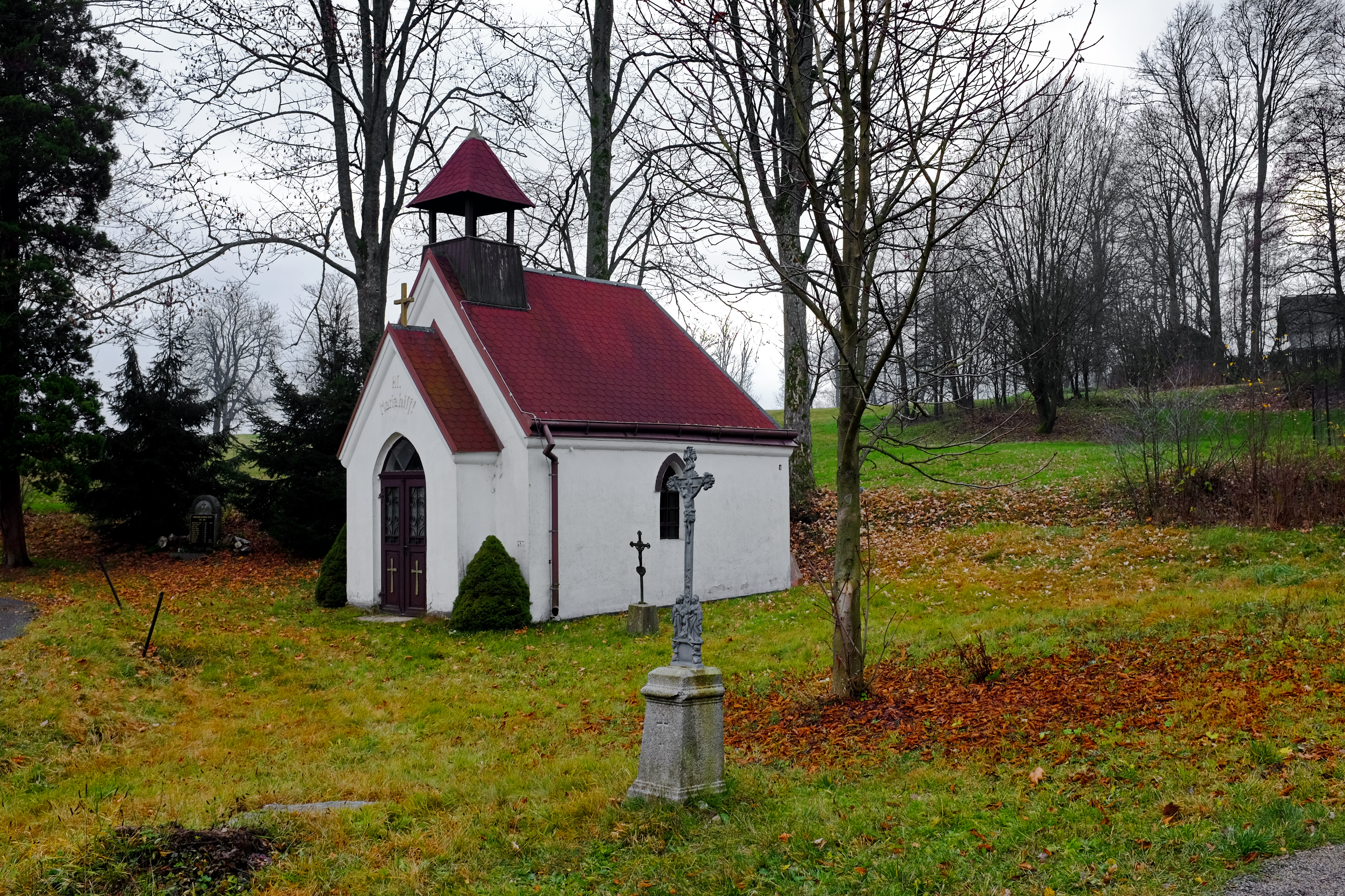
Örtliche Kapelle

## Geschichte
Erstmals erwähnt wurde Ober Neugrün 1353. Nach dem Zweiten Weltkrieg wurden die deutschen Einwohner teilweise vertrieben. Die Einwohnerzahl betrug 2011 71.

## Persönlichkeiten
- Karl Fenkl (1848–1920), deutschböhmischer Kaufmann und Kommunalpolitiker

## Belege
1. ↑  STATISTICKÝ LEXIKON OBCÍ ČESKÉ REPUBLIKY 2013 Podle správního rozdělení k 1.1. 2013 a výsledků sčítání lidu, domů a bytů k 26. březnu 2011 Zpracoval Český statistický úřad ve spolupráci s Ministerstvem vnitra ČR. 1. Januar 2013, S. 278, archiviert vom Original (nicht mehr online verfügbar) am 6. März 2016; abgerufen am 19. März 2024 (tschechisch).  Info: Der Archivlink wurde automatisch eingesetzt und noch nicht geprüft. Bitte prüfe Original- und Archivlink gemäß Anleitung und entferne dann diesen Hinweis.